# Amyloflagellula
Amyloflagellula es un género de hongos en la familia Marasmiaceae.

## Especies
- A. inflata Agerer & Boidin 1981
- A. pseudoarachnoidea (Dennis) Singer 1966
- A. pulchra (Berk. & Broome) Singer 1966
- A. verrucosa Agerer & Boidin 1981